# Dee Why, New South Wales
Dee Why este o suburbie în Sydney, Australia.